# Cesare in Farmacusa
Cesare in Farmacusa (dt. Cäsar auf Pharmacusa) ist eine heroisch-komische Oper (ital. „Dramma eroicomico“) in zwei Akten von Antonio Salieri mit einem Text von Carlo Prospero Defranceschi nach Plutarch. Die erste Aufführung fand am 2. Juni 1800 im Wiener Kärntnerthortheater statt.
Zeitgenössischen Berichten zufolge war der Oper großer Erfolg beschieden, selbst die kritische Allgemeine musikalische Zeitung sprach sich mehrere Male lobend über das Stück aus. Einzelne Nummern – wie etwa das Finale des ersten Aktes – wurden sogar in Konzertprogramme integriert. Als Ouvertüre hat Salieri das Vorspiel zu seiner 1778 zur Eröffnung der Mailänder Scala entstanden Opera seria L’Europa riconosciuta mit einigen wenigen Änderungen übernommen. Die Ouvertüre inspirierte Beethoven bei der Komposition des Gewitters im 4. Satz der 6. Sinfonie (Pastorale).
Das Libretto wurde 1817 nach einer Bearbeitung durch unbekannte Hand von Stefano Pavesi neu vertont und unter dem Titel La gioventù di Cesare am Teatro alla Scala in Mailand zur Aufführung gebracht.